# Nestorius Timanywa
Nestorius Timanywa (* 7. Mai 1937 in Kakungiri; † 28. August 2018 in Mwanza) war ein tansanischer Geistlicher und römisch-katholischer Bischof von Bukoba.

## Leben
Der Bischof von Bukoba, Laurean Kardinal Rugambwa, weihte ihn am 11. Dezember 1966 zum Priester.
Papst Paul VI. ernannte ihn am 26. November 1973 zum Bischof von Bukoba. Die Bischofsweihe spendete ihm der Erzbischof von Daressalam, Laurean Kardinal Rugambwa, am 24. Februar des nächsten Jahres; Mitkonsekratoren waren Marko Mihayo, Erzbischof von Tabora, und Christopher Mwoleka, Bischof von Rulenge.
Am 15. Januar 2013 nahm Papst Benedikt XVI. sein altersbedingtes Rücktrittsgesuch an.